# Danuta Mliczewska
 Danuta Mliczewska  (ur. 23 lutego 1947 w Warszawie, zm. 21 kwietnia 2025) – ekonomistka, dr hab., wykładowca akademicki.

## Życiorys
W 1979 uchwałą Rady Handlu Wewnętrznego Szkoły Głównej Planowania i Statystyki uzyskała stopień doktora nauk ekonomicznych. Uchwałą tego samego wydziału w 1991 uzyskała stopień doktora habilitowanego nauk ekonomicznych w zakresie ekonomii – ekonomii politycznej. Profesor Wyższej Szkoły Finansów i Zarządzania w Warszawie, Uczelni Vistula, Prywatnej Wyższej Szkoły Nauk Społecznych, Komputerowych i Medycznych w Warszawie oraz prorektor Wyższej Szkoły Handlu i Prawa im. Ryszarda Łazarskiego w Warszawie.
Swoje zainteresowania skupiała na problematyce finansów publicznych, ze szczególnym uwzględnieniem sfery dochodów publicznych, wśród których szczególne miejsce zajmują podatki oraz zachowaniach takich podmiotów jak: przedsiębiorstwa i państwo.

## Wybrane publikacje
- Ziółkowski-Gordon J., Słownik handlowy angielsko-polski i polsko-angielski, red. Mliczewska D., Warszawa, 2007.
- Mliczewska D., Uwarunkowania i konsekwencje wprowadzenia liniowego podatku dochodowego, [w:] Polityka ekonomiczna w warunkach globalizacji, red. Bożyk P., Warszawa, 2004.
- Mliczewska D., System podatkowy i jego ocena, [w:] Zeszyty Naukowe WSHiP, nr 9, red. Mliczewska D., Warszawa, 2004.
- Mliczewska D., Podatek liniowy w teorii i praktyce. Myśl Ekonomiczna i Prawna, 2003, nr 2.
- Zeszyty Naukowe WSHiP z serii Ekonomia, Zeszyt nr 5 WSHiP, red. Mliczewska D., Warszawa, 2002.